# トリフィオフィルム・ペルタトゥム
トリフィオフィルム・ペルタトゥム（学名 : Triphyophyllum peltatum）は、ディオンコフィルム科の被子植物であり、トリフィオフィルム属（学名 : Triphyophyllum）の唯一の種である（単型属）。西アフリカの熱帯地域であるシエラレオネ、リベリアの熱帯雨林を自生地とする。

## 特徴
木本性つる植物であり、つるの長さはおよそ70mになる。葉は互生で単葉で長さ3- 10 mmの短い葉柄がある。属名の「Triphyophyllum」は、ギリシャ語で「3種類の葉」を意味するとおり、トリフィオフィルム・ペルタトゥムは、一生のうち、3種類の葉を生やす。幼木期では、抜針形の葉をロゼット状に生やす。次に、長さ7 - 30 cm直径5 mmほどの粘液を出す腺を持つ葉を出芽し、モウセンゴケ科のモウセンゴケ属やドロソフィルムのように昆虫を捕獲し消化する。この食虫性は、放射性炭素（13C）でラベルしたアミノ酸であるアラニンをこの葉に与えたところ、植物体内に取り込まれたとの実験結果により証明された。この食虫性の葉は、低木のころに生じ、鉤のある葉がつくられるまでの短い期間にだけ見られる。しかし、生育条件によっては、この食虫性の葉が出ない場合もある。その後、つる状の茎を長く伸ばし、長楕円形で先端に突起があり、2つの曲がった鉤のある葉を生やし、鉤を利用して上によじ登る。花は、頂生または、腋生する集散花序となり、多い時には40個の花が着く。両性花で放射相称、白色あるいは桃色の花弁を5枚つける。花弁は倒卵形で、長さ約2cmである。果実は直径10cmほどで裂開し、1 - 2個の種子が飛び出す。種子は、直径5 - 12 mmの円盤状で、放射線状の溝がある。

## 用途
つるはロープとして使われる。根は下剤になると言われるが、過剰に摂取すると命の危険に関わる。リベリアでは樹皮の内側と葉を細かく砕いて象皮病の患部に塗ったり、女性の腹痛の際に湿布として用いたりする。